# レッジョ・カラブリア県

レッジョ・カラブリア県
Città metropolitana di Reggio Calabria

レッジョ・カラブリア県（レッジョ・カラブリアけん、イタリア語: Città metropolitana di Reggio Calabria）は、イタリア共和国カラブリア州に属する県の一つ。県都レッジョ・ディ・カラブリア（レッジョ・カラブリア）はカラブリア州最大の都市である。レッジョ・ディ・カラブリア県とも表記される。
法制上の位置づけは、2015年1月1日に従来の県（Provincia）から大都市圏（Città metropolitana）に移行した。
イタリア語版ウィキペディア等では廃止された Provincia di Reggio Calabria と新設された Città metropolitana di Reggio Calabria が別項目になっているが、便宜上双方を「レッジョ・カラブリア県」として本項で扱う。

## 地理

### 位置・広がり
イタリア半島の南西端、カラブリア半島の先端に位置する県である。東と南はイオニア海、西はティレニア海に面する。
県都レッジョ・ディ・カラブリアは県域西南部に位置し、メッシーナ海峡に面した都市で、対岸はシチリア島のメッシーナの都市圏である。メッシーナからは南東へ約12km、ヴィボ・ヴァレンツィアから南南西へ約74km、シラクサから北北東へ約120km、州都カタンザーロから南西へ約121km、ナポリから東南東へ約327kmの距離にある。

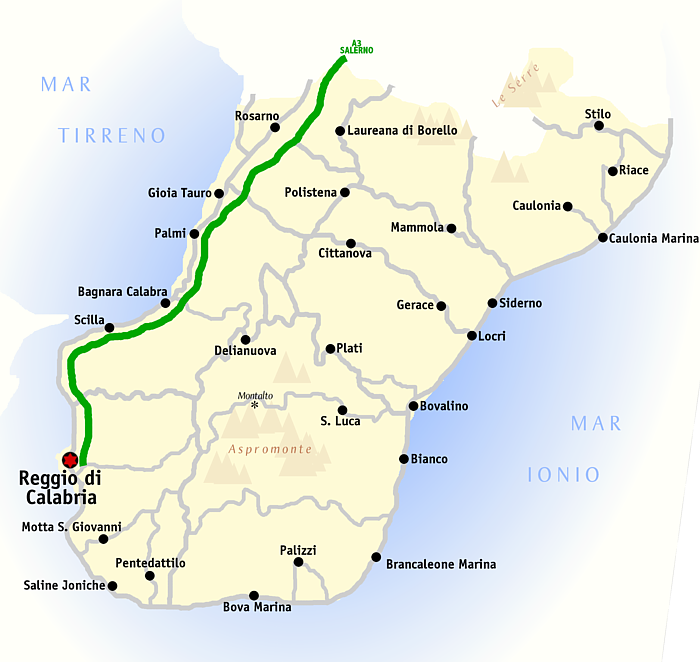
レッジョ・カラブリア県概略図

隣接する県は以下の通り。
- ヴィボ・ヴァレンツィア県 - 北
- カタンザーロ県 - 北東
- メッシーナ県 - 西

### 主要な都市
2001年の国勢調査に基づく居住地区（Località abitata）別人口統計によれば、人口1万2000人以上の都市・集落は以下の通り。
- レッジョ・ディ・カラブリア - 168,249人
- パルミ - 19,128人
- シデルノ - 15,944人
- ロザルノ - 13,247人
- ヴィッラ・サン・ジョヴァンニ - 12,821人
- タウリアノーヴァ - 12,119人

- レッジョ・ディ・カラブリア
- パルミ

## 行政区画

### コムーネ
レッジョ・カラブリア県には97のコムーネが属する。主要なコムーネ（人口1万人以上）は下表の通り。左端の数字はISTATコードを示す。人口は2012年1月1日現在。
| コード | 自治体名                         | 人口    |
| ------ | -------------------------------- | ------- |
| 080063 | レッジョ・ディ・カラブリア       | 180,719 |
| 080038 | ジョイア・タウロ                 | 19,095  |
| 080057 | パルミ                           | 18,714  |
| 080088 | シデルノ                         | 16,900  |
| 080093 | タウリアノーヴァ                 | 15,307  |
| 080069 | ロザルノ                         | 14,413  |
| 080096 | ヴィッラ・サン・ジョヴァンニ     | 13,413  |
| 080043 | ロクリ                           | 12,440  |
| 080050 | メーリト・ディ・ポルト・サルヴォ | 11,148  |
| 080061 | ポリステナ                       | 10,724  |
| 080007 | バニャーラ・カーラブラ           | 10,606  |
| 080028 | チッタノーヴァ                   | 10,372  |

## 交通

### 空港
- レッジョ・ディ・カラブリア空港（英語版）（レッジョ・ディ・カラブリア）

## 人物

### 著名な出身者
- イビュコス - 紀元前6世紀の詩人。レギオン（現在のレッジョ・ディ・カラブリア）生まれ。
- トマソ・カンパネッラ - ルネサンス期の哲学者。スティーロ生まれ。
- フランチェスコ・チレア - 19-20世紀のオペラ作曲家。パルミ生まれ。
- コラード・アルバロ - 20世紀の詩人・小説家。サン・ルーカ生まれ。
- ジャンニ・ヴェルサーチ - 20世紀のファッションデザイナー、ヴェルサーチ設立者。レッジョ・ディ・カラブリア生まれ。
- ジュゼッペ・スクッリ - サッカー選手。ロクリ生まれ。